# 旅行読売出版社
株式会社旅行読売出版社（りょこうよみうりしゅっぱんしゃ）は、旅行情報誌を編集・発行する日本の出版社である。株式会社読売旅行の関連会社。

## 会社概要
基幹誌である「月刊旅行読売」は、1966年に読売旅行会（現・株式会社読売旅行）から創刊され、1972年（昭和47年）に株式会社旅行読売出版社設立に伴い同社より発刊。
現在は、読売旅行の関連会社。読売グループの一員でもある。
- 総合旅行誌として月刊『旅行読売』を発行している。
- 月刊『旅行読売』は2016年4月号（3月2日発売）で創刊50周年をむかえた。

## 主な発行紙
- 旅行読売（毎月2日発行）
  - 旅行読売MOOK
    - 常宿にしたい温泉宿（東日本編、西日本編）[1]
    - 日本の祭り[2]
    - 日本の広い風景　など

  - 臨時増刊号
    - ひとり旅
    - 夜汽車
    - 古道、街道を歩く[3] など
- 写真集
  - ランドスケープ - 柴田敏雄　など